# Gallesia integrifolia
Gallesia es un género monotípico de plantas fanerógamas perteneciente a la familia Petiveriaceae. Su única especie, Gallesia integrifolia, es originaria de Bolivia, Ecuador y Brasil.

## Taxonomía
Gallesia integrifolia fue descrita por (Spreng.) Harms y publicado en Die natürlichen Pflanzenfamilien, Zweite Auflage 16(c): 144. 1934.

## Sinonimia
- Crateva gorarema Vell.
- Gallesia gorazema (Vell.) Moq.
- Gallesia integrifolia var. ovata (O.C.Schmidt) Nowicke
- Gallesia ovata O.C.Schmidt
- Gallesia scorododendrum Casar.
- Thouinia integrifolia Spreng. basónimo[2]